# Claro Series
Claro Series es un canal de televisión por suscripción latinoamericano de origen mexicano propiedad de América Móvil, fue lanzado el 3 de enero de 2025 como canal exclusivo de Claro TV. la programación del canal está basada en series de producción norteamericana y latinoamericana, así como series exclusivas de Claro y documentales producidos por la BBC doblados al español.

## Historia
El Canal comenzó transmisiones el 3 de enero de 2025 a las 12:10 pm dentro de Claro Video; 106 y 139/616/631 para el servicio de cable y satélite de Claro (diales para Perú, Chile, Argentina, Colombia, entre otros). la primera serie en ser emitida es La casa de muñecas de Gabby con el episodio Banana para días lluviosos, de producción animada norteamericana
El lanzamiento del canal es parte del programa de expansión propia de la operadora para importar las marcas de las señales exclusivas de Claro.

## Programación
Las series que componen la programación del canal fueron producidas tanto por canales internacionales como por la propia operadora.
Actuales
- Ámbar
- Bim bam bum
- Carlos, rey emperador
- La casa de muñecas de Gabby
- Dalia, la modista
- El príncipe
- Escobar, el patrón del mal
- Human Universe
- Los misterios de Laura
- La peste[1]
- La Señora
- Moctezuma: el Dios caído
- Pituca sin lucas
- La Niñera
- Patacláun
- Grachi